# Silsila similis
Silsila similis là một loài tò vò trong họ Ichneumonidae.